# Montreux ’77 (альбом Эллы Фицджеральд)
Montreux ’77 — концертный альбом американской джазовой певицы Эллы Фицджеральд, записанный во время её выступления на джазовом фестивале в Монтрё 17 июля 1977 года. Во время концерта певице аккомпанировало трио Томми Флэнагана. Данная пластинка является вторым по счёту релизом записи выступления в Монтрё, двумя годами ранее Фицджеральд выпустила альбом Montreux ’75.

## Список композиций
| №                   | Название                            | Текст песни                    | Музыка               | Длительность |
| ------------------- | ----------------------------------- | ------------------------------ | -------------------- | ------------ |
| 1.                  | «Too Close for Comfort»             | Джордж Дэвид Вайс              | Джерри Бок           | 3:27         |
| 2.                  | «I Ain’t Got Nothin’ But the Blues» | Дон Джордж                     | Дюк Эллингтон        | 4:07         |
| 3.                  | «My Man»                            | Альберт Виллеметц              | Чаннинг Поллак       | 3:48         |
| 4.                  | «Come Rain or Come Shine»           | Джонни Мёрсер                  | Гарольд Арлен        | 2:30         |
| 5.                  | «Day by Day»                        | Сэмми Кан                      | Аксель Стордаль      | 1:46         |
| 6.                  | «Ordinary Fool»                     | Пол Уилльямс                   | Пол Уилльямс         | 3:20         |
| 7.                  | «One Note Samba»                    | Ньютон Мендонка, Джон Хендрикс | Антонио Карлос Жобин | 6:26         |
| 8.                  | «I Let a Song Go Out of My Heart»   | Ирвинг Миллс                   | Дюк Эллингтон        | 4:31         |
| 9.                  | «Billie’s Bounce»                   | Чарли Паркер                   | Чарли Паркер         | 4:49         |
| 10.                 | «You Are the Sunshine of My Life»   | Стиви Уандер                   | Стиви Уандер         | 3:53         |
| Общая длительность: | Общая длительность:                 | Общая длительность:            | Общая длительность:  | 38:37        |

## Участники записи
- Элла Фицджеральд — вокал.

Трио Томми Флэнагана:
- Томми Флэнаган — фортепиано.
- Кеттер Беттс — контрабас.
- Бобби Дурхэм — барабаны.